# Бодня Ігор Анатолійович
І́гор Анато́лійович Бо́дня — солдат Збройних сил України.
В ході боїв був важко поранений. Митці Києва збирали кошти на акції в Будинку актора для його лікування.

## Нагороди
14 листопада 2014 року за особисту мужність і героїзм, виявлені у захисті державного суверенітету та територіальної цілісності України, вірність військовій присязі під час російсько-української війни, відзначений — нагороджений орденом «За мужність III ступеня».